# Lamanai

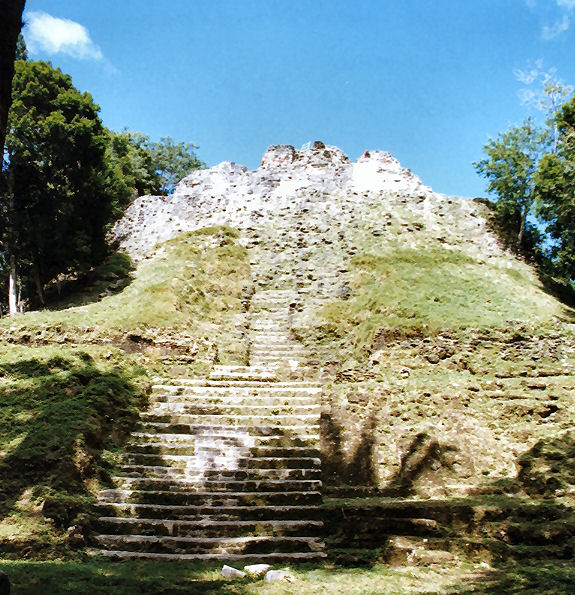
Piramis Lamanaiban

Lamanai ókori maja város, Belize államban található, Orange Walk tartományban. A név jelentése maja nyelven „alámerült aligátor“. Különlegessége, hogy 3000 évig folyamatosan lakott volt, így a leghosszabb ideig lakott települések egyike az amerikai kontinensen. A maja civilizáció klasszikus korszakában a lakosság száma 20 ezer fölé emelkedett, mégis elkerülte a legtöbb maja város sorsát, és még a spanyol hódítók érkezésekor is lakott volt.